# Hejnał Międzyrzecza
Hejnał Międzyrzecza – sygnał muzyczny, rozbrzmiewający z odtworzenia codziennie o godzinie 12:00 z wieży ratusza w Międzyrzeczu (siedziby organów gminy Międzyrzecz), począwszy od 1994 r. Może być on również odgrywany podczas uroczystości i świąt lokalnych. Stanowi go utwór skomponowany w 1976 r. w Poznaniu przez Jerzego Dastycha, zapisany w formie partyturki na cztery trąbki.
Na podstawie rozdziału II § 5 pkt 2 uchwały nr V/58/2003 Rady Miejskiej w Międzyrzeczu z dnia 25 marca 2003 roku w sprawie Statutu Gminy Międzyrzecz, hejnał miasta Międzyrzecz jest jednocześnie hejnałem gminy Międzyrzecz, zaś nutowy zapis partyturki oraz zasady używania hejnału określa załącznik nr 3 statutu.